# قنات مون

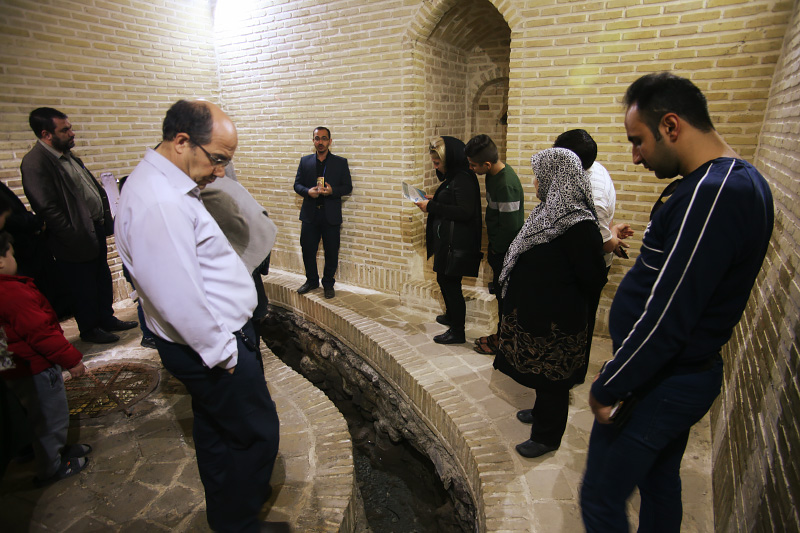
گردشگران در حال بازدید از قنات دو طبقه اردستان

قنات مون یک قنات دوطبقه است که در هر طبقهٔ آن آبی مستقل جریان دارد به گونه‌ای که آب هیچ‌یک به دیگری نفوذ نمی‌کند. تنها نمونه قنات دوطبقه موجود قنات دوطبقه مون در اردستان ایران است. این اثر شاهکار به عنوان عجیب‌ترین و تنها قنات دو طبقه جهان در تاریخ ۲۶ تیرماه ۱۳۹۵ در اجلاسیه استانبول ترکیه به عنوان بیستمین اثر ایران به ثبت جهانی رسید.

## موقعیت و ویژگی‌ها
این قنات در محلهٔ مون یکی از محلات شهرستان اردستان در استان اصفهان قرار دارد. قنات دو طبقه مون با شماره ۹۰۲۳ در سال ۸۲ در فهرست آثار ملی به ثبت رسیده‌است.
این قنات در این محله شامل دو طبقه‌است که در هر طبقهٔ آن آبی مستقل جریان دارد به گونه‌ای که آب هیچ‌یک به دیگری نفوذ نمی‌کند این قنات ۸۰۰ سال پیش احداث شده که تنها قنات دو طبقهٔ جهان است.

## معماری قنات
دو کانال موازی که بر روی هم قرار گرفته و در چاه‌های عمودی مشترک، تشکیل شده‌است.
نام گذاری چاه دوقلو به این علت است که در این محل دو میله چاه در کنار هم قرار دارند که یکی از آن‌ها متعلق به چاه رویین به عمق ۲۷ متر و دیگری متعلق به قنات زیرین به عمق ۳۰ متر است که اگر دهانه کوره قنات زیرین را ۱ متر فرض کنیم کل عمق چاه مادر به ۳۱ متر می‌رسد. از این محل به بعد قنات دارای میله‌های مشترک است.

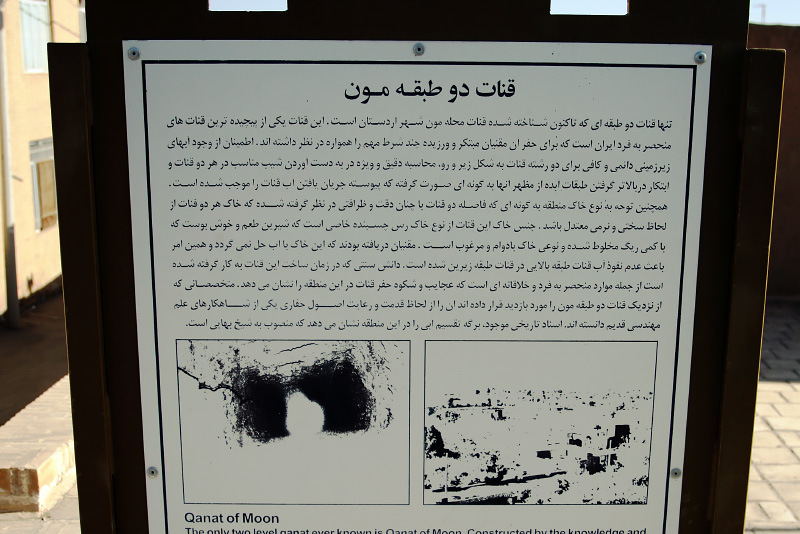
تابلوی معرفی قنات دو طبقه در شهر اردستان

## مشخصات قنات

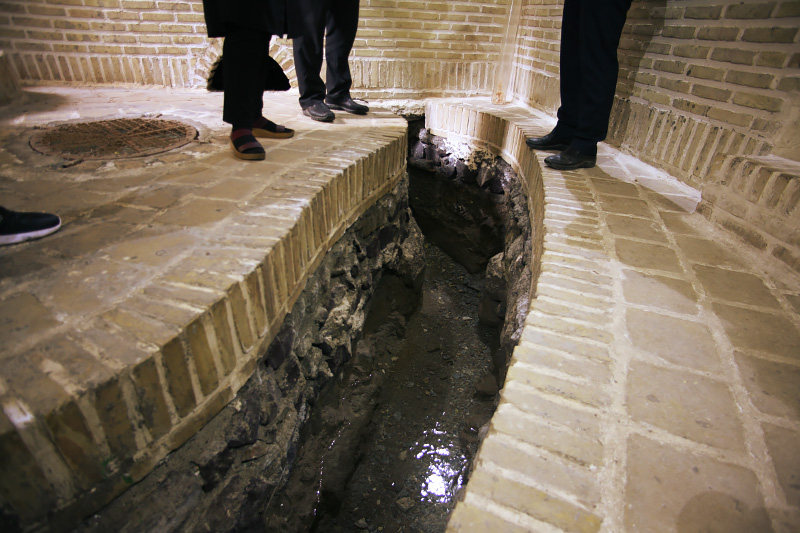
قنات دو طبقه در شهر اردستان

قنات دو طبقه‌ای اردستان از نمونه کارهای جالب علم مهندسی در قدیم است که برای کاوش و حفر آن مقنیان ورزیده و با در نظر گرفتن شرایطی اقلیمی آن را ایجاد کرده‌اند و سایت گردشگری قنات دوطبقه مون در اردستان ایجاد شده‌است.
این قنات ۳٫۵ تا ۴ کیلومتر طول دارد و عمق مادر چاه ان ۳۱ متر است دارای ۳۰ میله می‌باشد و مقدار آبدهی آن ۶۰ لیتر در ثانیه می‌باشد و و آب آشامیدنی حدود ۲۰۰ نفر از اهالی محله مون اردستان را تأمین می‌کند.

## جغرافیا
میله‌های اولیه این قنات در محلهٔ «محال» واقع در جنوب شهر اردستان حفر شده و حدوداً به طرف شمال غرب امتداد دارد مادر چاه قنات «چاه دوقلو» است که در کنار امامزاده اسماعیل قرار دارد.

## سابقه تاریخی
آنچه از منابع مکتوب مشخص است این است که این قنات پیش از اسلام و به خصوص دوران کیانیان و اشکانیان و ساسانیان احداث گردیده و بانی آن را به دوشکل بیان کرده‌اند ۱. به قولی بانی آن را کاوه آهنگر که زاده اردستان بوده‌است دانسته‌اند ۲. به قولی دیگر بانی آن را مقنی یزدی می‌دانند که طی دو مرحله آن را ساخته؛ که در مرحله اول پیشنهاد احداث قنات در آن منطقه را به مردم داده است و در بار دوم به علت حفر قنات نامناسب توسط مردم خود اقدام به اصلاح قنات جهت آبدهی بهتر می‌کند که منجر به حفر میل چاه دوم می‌شود؛ اما آنچه مشخص است هیچ کدام از روایت‌های ذکر شده پایه علمی ندارند. در رد علمی موارد ارائه شده به ویژه مورد دوم، سوال این چنین است که در صورت اعتقاد به حفر نامناسب اولیه توسط مردم، ابتدا آنکه منظور از نامناسب و یا معیوب بودن مسیر اولیه چیست؟ دوم اینکه در صورت ایراد داشتن چرا در حال حاضر هر دو قنات و هر دو مسیر به خوبی و یکسان عمل می کنند؟ و سوم اینکه چرا به جای اصلاح مسیر اولیه مجددا اقدام برای حفر مسیر و طبقه دوم شده است؟
در پاسخ به سوال فوق چنین به نظر می رسد که عامل اصلی در ایجاد دو طبقه مستقل، وجود دو سفره یا دو جریان آبی مستقل است. در واقع مظهر این قنات که در محله مون قرار گرفته با فاصله ۲۰۰ متر از یکدیگر، ابتدا آب قنات رویی و سپس آب قنات زیرین ظاهر می شود. وجود این دو سفره یا جریان آب زیر زمینی، باعث گردیده که آب قنات رویی با قنات زیری از نظر دبی و سختی آب متفاوت باشد، به نحوی که آب قنات رویی شیرین، سبک و خنک و در ایام قدیم برای شرب استفاده می‌شده است و آب قنات زیرین با دبی بیشتر، گرم‌تر و سختی بیشتری دارد. لذا به نظر می رسد عامل اصلی در طراحی این قنات، کشف دو مسیر و سفره آبی مستقل و توانایی مهندسی در بهره مندی از این دو سفره باشد. تائید این مطلب بر اساس پژوهش ها و مطالعات میدانی صورت گرفته چنین است که « فلسفه وجودی این قنات دو طبقه، هوش و ذکاوت آبشناسان آن زمان را نشان می دهد. گفته می شود قنات بالایی قدیمی تر است و هنگام لایروبی، مقنی با در نظر گرفتن شواهدی وجود یک لایه آبدار بزرگتر را در زیر اعلام کرد؛ و بدین ترتیب اقدام به حفر قنات دوم نمود.» بدین ترتیب برخلاف برخی گفته ها نه تنها هیچ اشتباهی در طراحی اولیه صورت نگرفته است، حتی استناد به این روایت، نیاز لایروبی قنات اول، نشان از قدمت متفاوت دو قنات و کارکرد صحیح قنات اول دارد.

## ثبت در میراث جهانی یونسکو
در چهلمین اجلاس میراث جهانی یونسکو که ژوئیه ۲۰۱۶ در استانبول برگزار شد، یازده قنات ایرانی به عنوان بیستمین اثر ایران بر اساس دو معیار از ۶ معیار فرهنگی کمیته میراث جهانی شامل گواهی بی‌همتا یا دست‌کم استثنایی بر یک سنت فرهنگی و نمونه‌ای برجسته در معماری یا تکنولوژی که مرحله مهمی از تاریخ بشر را نشان دهد، در فهرست میراث جهانی قرار گرفت. پرونده ۱۱ قنات ایرانی با داشتن تکنولوژی متفاوت و با قدمت بیش از ۲۵۰۰ تا ۲۰۰ سال به یونسکو جهت ثبت جهانی ارائه شد و پس از بررسی و تأیید کارشناسان یونسکو این پرونده ثبت و در فهرست آثار جهانی قرار گرفت. یازده قناتی که ثبت جهانی شده‌اند، هرکدام به لحاظ قدمت، نوع معماری، عمق، طول و مشخصاتی از این دست، منحصر به فرد و بی‌نظیر هستند. در این میان قنات مون در اردستان تنها قنات دو طبقه جهان است که حدود ۸۰۰ سال پیش احداث شده‌است. این قنات چاه‌های مشترک ولی مادر چاه‌ها و مظهر متفاوت دارد. در هر طبقه این قنات آبی مستقل جریان دارد به گونه‌ای که آب هیچ‌یک به دیگری نفوذ نمی‌کند.